# Rubite
Rubite – gmina w Hiszpanii, w prowincji Grenada, w Andaluzji, o powierzchni 28,55 km². W 2011 roku gmina liczyła 500 mieszkańców.
Gmina zajmuje się głównie rolnictwem.